# کارینا ماسوتا
کارینا ماسوتا (اسپانیایی: Karina Masotta‎؛ زادهٔ ۵ مارس ۱۹۷۱) بازیکن هاکی روی چمن اهل آرژانتین است.
وی در مسابقات کشوری و بین‌المللی در مجموع برندهٔ ۶ مدال طلا، ۳ مدال نقره شده‌است.